# (14964) Robertobacci
(14964) Robertobacci est un astéroïde de la ceinture principale.

## Description
(14964) Robertobacci est un astéroïde de la ceinture principale. Il fut découvert le 2 novembre 1996 à San Marcello Pistoiese par Luciano Tesi et Gabriele Cattani. Il présente une orbite caractérisée par un demi-grand axe de 3,21 UA, une excentricité de 0,07 et une inclinaison de 9,5° par rapport à l'écliptique.

## Compléments